# Великотрновска област
Великотрновска област (буг. Област Велико Търново) се налази у северном делу Бугарске. Ова област заузима површину од 4.661,6 km² и има 291.121 становника. Административни центар Великотрновске области је град Велико Трново.

## Списак насељених места у Великотрновској области
Градови су подебљани

### Општина Горња Орјаховица
Врбица,
Горња Орјаховица,
Горски Горен Трмбеш,
Горски Долен Трмбеш,
Доња Орјаховица,
Драганово,
Крушето,
Паисиј,
Писарево,
Поликрајште,
Правда,
Првомајци,
Стрелец,
Јантра

### Општина Јелена
Бадевци,
Баевци,
Баждари,
Балуци,
Багалевци,
Беброво,
Бејковци,
Берковци,
Билково,
Бласковци,
Богданци,
Бојковци,
Босевци,
Брезово,
Брчковци,
Бујновци,
Бјалковци,
Велковци,
Вељувци,
Веселина,
Високовци,
Валчовци,
Врзилковци,
Врлевци,
Ганев Дол,
Глоговец,
Големани,
Горнака,
Горњи Драгијци,
Горњи Крај,
Горњи Палици,
Горњи Танчевци,
Горска,
Граматици,
Грдевци,
Давери,
Дајновци,
Дараци,
Дебели Рт,
Дерикотковци,
Добревци,
Дојнов Мост,
Долни Мајан,
Долни Танчевци,
Донковци,
Драгановци,
Драганосковци,
Драгијци,
Драгневци,
Дрента,
Дуковци,
Дрлевци,
Јелена,
Зеленик,
Иван Ивановци,
Игнатовци,
Илаков Рт,
Илијувци,
Каменари,
Кантари,
Караиванци,
Карандли,
Киревци,
Ковачи,
Кожљувци,
Козја Река,
Колари,
Константин,
Коњарци,
Косевци,
Костел,
Котуци,
Криљувци,
Крумчевци,
Лазарци,
Ливадките,
Мајско,
Марафелци,
Мартинковци,
Марјан,
Махалници,
Мијковци,
Миневци,
Мирчовци,
Мажлеци,
Недјалковци,
Нејновци,
Нешевци,
Николовци,
Николчовци,
Ничовци,
Палици,
Папратлива,
Пашовци,
Пејковци,
Петковци,
Попрусевци,
Попска,
Радовци,
Рајновци,
Развалаци,
Ралиновци,
Рајувци,
Ребревци,
Руховци,
Садината,
Светославци,
Славовци,
Средни Колиби,
Стаматевци,
Стојчевци,
Стојановци,
Султани,
Титевци,
Тодјувци,
Томбето,
Топузи,
Треновци,
Тумбевци,
Танки Рт,
Тркашени,
Угорјалковци,
Умница,
Харваловци,
Хврлевци,
Христовци,
Ханевци,
Чавдарци,
Чакали,
Червенковци,
Черешов Дјал,
Черни Дјал,
Шилковци,
Шубеци,
Јаковци

### Општина Златарица
Горња Хаџијска,
Горско Ново Село,
Дедина,
Дединци,
Делова Махала,
Долно Шивачево,
Далги Припек,
Златарица,
Калајџии,
Новогорци,
Овоштна,
Равново,
Разсоха,
Резач,
Родина,
Росно,
Сливовица,
Средно Село,
Чешма,
Чистово

### Општина Љасковец
Џуљуница,
Добри Дјал,
Драгижево,
Козаревец,
Љасковец,
Мердања

### Општина Павликени
Батак,
Бутово,
Бјала Черква,
Вишовград,
Врбовка,
Горња Липница,
Димча,
Долња Липница,
Даскот,
Караисен,
Лесичери,
Михалци,
Мусина,
Недан,
Павликени,
Паскалевец,
Патреш,
Росица,
Сломер,
Стамболово

### Општина Полски Трмбеш
Врзулица,
Стефан Стамболово,
Иванча,
Каранци,
Куцина,
Климентово,
Масларево,
Обединение,
Орловец,
Павел,
Пољски Сеновец,
Полски Трмбеш,
Раданово,
Петко Каравелово,
Страхилово

### Општина Свиштов
Алеково,
Александрово,
Балгарско Сливово,
Вардим,
Горња Студена,
Дељановци,
Драгомирово,
 Козловец,
Морава,
Овча Могила,
Ореш,
Свиштов,
Совата,
Хаџидимитрово,
Царевец,
Червена

### Општина Стражица
Асеново,
Балканци,
Благоево,
Брјаговица,
Виноград,
Владислав,
Водно,
Горски Сеновец,
Железарци,
Кавлак,
Камен,
Кесарево,
Лозен,
Љубенци,
Мирово,
Николаево,
Нова Врбовка,
Ново Градиште,
Стражица,
Сушица,
Теменуга,
Царски Извор

### Општина Сухиндол
Бјала Река,
Горско Калугерово,
Горско Косово,
Коевци,
Красно Градиште,
Сухиндол

### Општина Велико Трново
Арбанаси,
Балван,
Бељаковец,
Бижовци,
Бојчеви Колиби,
Бојчовци,
Бочковци,
Бојановци,
Буковец,
Велико Трново,
Велчево,
Ветринци,
Виларе,
Водолеј,
Војнежа,
Вонешта Вода,
Ваглевци,
Врлинка,
Габровци,
Гаштевци,
Големаните,
Горановци,
Горен Еневец,
Дебелец,
Деветаците,
Дечковци,
Димитровци,
Димовци,
Дичин,
Долен Еневец,
Долни Дамјановци,
Дунавци,
Емен,
Ивановци,
Илевци,
Јовчевци,
Капиново,
Килифарево,
Кисјовци,
Кладни Дјал,
Клашка Река,
Лагерите,
Леденик,
Малки Чифлик,
Малчовци,
Миндја,
Мишеморков Хан,
Момин Сбор,
Нацовци,
Нићуп,
Ново Село,
Пирамидата,
Плаково,
Пожерник,
Поповци,
Присово,
Продановци,
Пушево,
Пчелиште,
Паровци,
Радковци,
Рајковци,
Ресен,
Русаља,
Самоводене,
Самсиите,
Сејмените,
Семковци,
Суха Река,
Сарненци,
Терзиите,
Тодоровци,
Хотница,
Церова Корија,
Шереметја,
Шодековци,
Шемшево,
Јалово